# Xanthorhoe magnificata
Xanthorhoe magnificata là một loài bướm đêm trong họ Geometridae.